# Free!
Free! (フリー! Furī!?) es una serie de anime dirigida por Hiroko Utsumi y producida por Kyoto Animation, con la colaboración de Animation Do. Se basa en la novela ligera High Speed! (ハイ☆スピード! Hai Supīdo!?) de Kōji Ōji, la cual recibió una mención honorífica en la segunda entrega de los Premios Kyoto Animation de 2011 y fue publicada en julio de 2013. La primera temporada, titulada Free! - Iwatobi Swim Club fue estrenada el 4 de julio de 2013 y finalizó el 26 de septiembre de 2013 con un total de doce episodios. Una segunda temporada, Free! - Eternal Summer comenzó a trasmitirse en Japón el 2 de julio de 2014 y finalizó el 24 de septiembre de ese mismo año, con trece episodios. Una película animada, High Speed! - Free! Starting Days, la cual narra los primeros años de los personajes principales, fue estrenada el 5 de diciembre de 2015.
En 2017, fue lanzada una trilogía de películas. Las dos primeras son compilaciones de ambas temporadas de la serie de anime, tituladas Free! Timeless Medley - Kizuna y Free! Timeless Medley - Yakusoku, respectivamente. La tercera película, Free! Take Your Marks!, presenta una historia nueva. Una tercera temporada, Free! - Dive to the Future, fue estrenada el 11 de julio de 2018.

## Argumento
La historia se centra en cuatro amigos aficionados a la natación; Haruka "Haru" Nanase, Makoto Tachibana, Nagisa Hazuki y Rin Matsuoka. Tras la graduación de la escuela primaria, Rin se marcha de Japón para estudiar en una academia de natación en Australia y así comenzar a seguir su sueño de ser un nadador olímpico. Cinco años después de la separación, Haruka ha dejado de nadar y no tiene deseos de pertenecer a ningún club de natación pese a la insistencia de Makoto y Nagisa. Sumado a esto, Rin ha regresado de Australia con una actitud bastante agresiva y sin intenciones de retomar la amistad de sus antiguos compañeros. Sin embargo, la creación del club de natación de la Secundaria Iwatobi traerá consigo una serie de cambios y reflexiones en Haruka respecto a la amistad, a los días pasados y, sobre todo, a los fuertes sentimientos y situaciones que lo involucran con Rin. Junto a sus amigos, Haruka volverá a descubrir la alegría de pertenecer a un equipo, el entusiasmo de la competencia y la incondicionalidad de la amistad pese al paso del tiempo y las heridas del pasado.

## Personajes

### Secundaria Iwatobi
Haruka Nanase (七瀬 遥 Nanase Haruka?)
Voz por: Nobunaga Shimazaki, Todd Haberkorn (inglés), Diego Becerril (español latino)
Haruka, apodado Haru, es un estudiante de segundo año (tercero, en la segunda temporada) de la Secundaria Iwatobi con un obsesivo amor hacia el agua. Posee un talento innato para la natación, siendo su estilo bastante rápido, elegante y causante de la impresión de todos. De personalidad retraída, silenciosa y algo complicada de entender, es dueño de emociones muy intensas que solo pueden ser advertidas a través de sus ojos o lenguaje corporal. Su mejor amigo desde la infancia es Makoto Tachibana, de quien también es vecino. Makoto parece ser el único capaz de entender realmente las emociones de Haru y ambos conocen los aspectos más intímos del otro, así como también sus temores y preocupaciones. Incluso ambos tienen un juego en el cual Makoto siempre trata de adivinar lo que Haru está pensando. Su amor por el agua es tal, que a menudo tiende a quitarse la ropa y quedarse solo en su traje de baño cuando visualiza una fuente de agua lo suficientemente grande como para meterse completo, aún si se encuentra en espacios públicos. Es el vicecapitán del club de natación y su estilo de natación es crol (estilo libre).
Makoto Tachibana (橘 真琴 Tachibana Makoto?)
Voz por: Tatsuhisa Suzuki, Johnny Yong Bosch (inglés), Eleazar Muñoz (español latino)
Makoto es un estudiante de segundo año de la Secundaria Iwatobi, compañero de clase y mejor amigo de Haruka. Entiende los puntos fuertes de su amigo y frecuentemente oficia como su vocero. Solía tenerle miedo al océano debido a que un anciano al que apreciaba mucho murió en un accidente en su barco pesquero durante un tsunami. Sin embargo, en High Speed!, se dice que Makoto no solo solía tener miedo al océano, sino al agua en general. Es un joven extremadamente amable y considerado que casi nunca es visto sin una sonrisa en su rostro, aunque también es algo asustadizo y de corazón frágil. Usualmente se esconde detrás de Haru cuando se asusta. Makoto y Haruka han estado juntos por tanto tiempo que Makoto es capaz de leer la mente de Haru, y siempre trata de evitar que este se meta espacios de agua públicos. Algunas veces utiliza el amor de Haru hacia el agua para convencerlo de alguna cosa, y a pesar de que a Haru no le gusta cuando la gente lo llama por su primer nombre, Makoto siempre se las arregla para llamarlo "Haru". Al final de la serie decide ir a estudiar a Tokio para preparase como futuro entrenador de natación profesional. Es el capitán del club de natación y su estilo de natación es espalda.
Nagisa Hazuki (葉月 渚 Hazuki Nagisa?)
Voz por: Tsubasa Yonaga, Greg Ayres (inglés), Bruno Coronel (español latino)
Nagisa es un estudiante de primer año de la Secundaria Iwatobi. De personalidad alegre y extrovertida, se divierte constantemente bromeando a costa de sus amigos y haciéndoles pasar momentos incómodos. Admira profundamente el estilo de natación de Haruka, por lo cual decidió apuntarse en el mismo instituto que él. Es el tesorero del club de natación y quien también tuvo la idea de su creación. Su estilo de natación es braza.
Rei Ryūgazaki (竜ヶ崎 怜 Ryūgazaki Rei?)
Voz por: Daisuke Hirakawa, J. Michael Tatum (inglés), Dan Frausto (español latino)
Rei es un estudiante de primer año de la Secundaria Iwatobi y compañero de clase de Nagisa. Es meticuloso, inteligente, muy centrado en la teoría y el razonamiento, así como también con un extraño amor por las cosas bellas. Pese a su profunda capacidad reflexiva, a menudo es manipulado por Nagisa y termina cayendo en sus jugarretas. Pertenecía al club de atletismo y fue el último en unirse al club de natación, debido a su rechazo a este deporte por no considerarlo "hermoso" junto al hecho de que no sabía nadar. Es el secretario del club de natación y su estilo de natación es mariposa.
Gou Matsuoka (松岡 江 Matsuoka Gō?)
Voz por: Akeno Watanabe, Jamie Marchi (Inglés), Alejandra Delint (español latino)
Es la hermana menor de Rin. Es estudiante de primero en la Secundaria Iwatobi y siempre se preocupa por el bienestar de su hermano. Curiosamente, Gou tiene un nombre masculino, el cual ella odia y por eso se hace llamar "Kou", a pesar de que nadie la llama por ese nombre. Se unió al club de natación como la mánager con la esperanza de que con eso pudiera ayudar a su hermano a cambiar y volver a ser el joven alegre que era antes. Tiene una tendencia a ruborizarse con los hombres cuando admira sus músculos.
Miho Amakata (天方 美帆 Amakata Miho?)
Voz por: Satsuki Yukino, Caitlin Glass (Inglés), Betzabé Jara (español latino)
Es la maestra de literatura clásica de la Secundaria Iwatobi. Los rumores entre los estudiantes sugieren que había ido a Tokio para perseguir sus sueños, pero al fracasar se convirtió en maestra en su lugar. A pesar de que tiene una personalidad peculiar y optimista, a veces utiliza viejas frases confusas de la literatura para hacerse con un punto. Se convierte en la consejera del club de natación después de que Nagisa se enteró de que su trabajo en Tokio involucraba trajes de baño.

### Academia Samezuka
Rin Matsuoka (松岡 凛 Matsuoka Rin?)
Voz por: Mamoru Miyano, Vic Mignogna (inglés), Miguel Ángel Leal (español latino)
Es un estudiante de segundo año de la Academia Samezuka, amigo y principal rival de Haruka, y hermano mayor de Gou. De personalidad apasionada, emotiva, con sentimientos desbordantes, es considerado un 'romántico' por sus pares. Cree que el esfuerzo puede superar al talento natural; de ahí que tiende a perturbarse demasiado cuando no alcanza sus objetivos. De niño abandonó su club de natación y amigos, se cambió de escuela y se trasladó a Iwatobi solo para poder nadar junto a Haruka. Durante la escuela media se trasladó a Australia para estudiar en una academia de natación y así poder comenzar a construir su sueño de convertirse en nadador olímpico. Debido a sus altas expectativas profesionales y su pasión por la natación competitiva, Rin tiene especial cuidado respecto a los tiempos de nado, a batir nuevas marcas y a mantener un adecuado entrenamiento, características muy contrarias a Haruka. Al pasar a tercer año, se convirtió en el capitán del club de natación de la Academia Samezuka. Al terminar la escuela, Rin se marcha nuevamente a Australia para continuar su carrera en la natación profesional y cumplir su sueño. Su estilo de natación es mariposa, pero también domina el crol (estilo libre) para poder competir junto a Haru.
Sōsuke Yamazaki (山崎 宗介 Yamazaki Sōsuke?)
Voz por: Yoshimasa Hosoya, Ian Sinclair (inglés)
Aparece por primera vez en la segunda temporada, Free! Eternal Summer. Es un estudiante de tercer año de la Academia Samezuka y miembro del club de natación. Es el mejor amigo de Rin y compañero de clase de éste. Estoico, de pocas palabras y con apariencia hostil, pero en el fondo es bastante cálido, posee una bella sonrisa y está dispuesto a ayudar a sus compañeros de equipo. Durante su infancia fue compañero de Rin en la escuela primaria y en el Club de Natación Sano, por lo que solían nadar juntos y a la vez discutir debido a las diferentes concepciones que ambos tenían acerca de la natación. Estudió durante un tiempo en una escuela en Tokio y luego se apuntó en Samezuka para volver a nadar junto a Rin. Tiene una seria lesión en su hombro, la cual le impide continuar con su sueño de llegar a convertirse en nadador olímpico. Su estilo de natación es mariposa pero también domina el crol (estilo libre).
Aiichirō Nitori (似鳥 愛一郎 Nitori Aiichirō?)
Voz por: Kōki Miyata, Josh Grelle (inglés)
Es un estudiante de primer año de la Academia Samezuka y miembro del club de natación de dicha escuela. Conocido por sus amigos como "Ai", es un joven de temperamento nervioso y ligeramente alterado, con un gran sentido de la responsabilidad y con la perseverancia siempre marchando a su lado. Siente una fuerte admiración hacia Rin, e intenta imitarlo y seguir siempre sus pasos, sintiéndose feliz al compartir dormitorio con él y más tarde al poder pertenecer al mismo equipo de relevos. Al pasar a segundo año, Aiichirō comparte dormitorio con Momotarō Mikoshiba. Al pasar a tercer año, se convierte en capitán del club de natación. Su estilo de natación es braza, pero también desea dominar el estilo mariposa.
Momotarō Mikoshiba (御子柴 百太郎 Mikoshiba Momotarō?)
Voz por: Kenichi Suzumura, Jerry Jewell (inglés)
Aparece por primera vez en la segunda temporada, Free! Eternal Summer. Conocido por sus amigos como "Momo", es un estudiante de primer año de la Academia Samezuka y hermano menor del anterior capitán del club de natación de dicha escuela, Seijūrō Mikoshiba. Es un joven extrovertido, alegre, y con una actitud despreocupada. Es fanático de los escarabajos ciervo volante, poseyendo un ejemplar de ellos al cual nombró 'Pyunsuke' en honor a Sousuke. Al igual que Aiichiro, siente gran admiración hacia Rin y se sintió orgulloso de poder pertenecer al mismo equipo de relevos. Comparte habitación con Aiichiro y está enamorado de Gou, para gran pesar de Rin. Su estilo de natación es espalda.
Seijūrō Mikoshiba (御子柴 清十郎 Mikoshiba Seijūrō?)
Voz por: Kenjirō Tsuda, Robert McCollum (inglés)
Fue un estudiante de la Academia Samezuka y capitán del club de natación. Tiene grandes cualidades de liderazgo; personalidad fuerte y decidida, pero a la vez es comprensivo y amable con quienes le rodean. Es el hermano mayor de Momotaro Mikoshiba y, al igual que él, está enamorado de Gou Matsuoka. Al terminar sus estudios en Samezuka, Seijuro fue a estudiar a Tokio a una universidad con un sólido equipo de natación, siendo él quien lleva a uno de los reclutadores de su universidad para que admire la natación de Haruka y así considerarlo una vez que éste termine sus estudios en Iwatobi.

### Otros personajes
Gorō Sasabe (笹部 吾朗 Sasabe Gorō?)
Voz por: Hiroshi Yanaka, Christopher R. Sabat (inglés)
Fue el entrenador del Club de Natación Iwatobi al que al que Haruka, Rin, Makoto, y Nagisa solían ir a practicar de niños. Dado que el club fue cerrado y estaba pronto a ser demolido, Gorō comenzó a trabajar como repartidor de pizza. Durante la primera temporada, se le ofreció ser entrenador del club de natación de la Secundaria Iwatobi, cargo que aceptó gustoso y ayudó con éxito a sus ex-estudiantes en su preparación para los campeonatos. Gracias a Haruka y los demás, Gorō retomó su amor por la natación y vendió el barco pesquero de su padre para así costear los gastos de reparación del antiguo edificio de natación. De esta manera, fundó el Iwatobi SC Returns, el cual sirve como sede de prácticas del club de la Secundaria Iwatobi. Un dato curioso es que Gorō solía admirar el antiguo trabajo de la maestra Miho Amakata, cuando ésta posaba para revistas en trajes de baño.
Chigusa Hanamura (花村 千種 Hanamura Chigusa?)
Voz por: Satomi Satō, Tia Ballard (inglés)
Chigusa es amiga y compañera de clases de Gou y estudiante de primer año de la Secundaria Iwatobi. Suele asistir a los torneos del club de natación para apoyarlos.
Ran Tachibana (橘 蘭 Tachibana Ran?)
Voz por: Miyuki Kobori, Sarah Wiedenheft (inglés)
Ran es la hermana menor de Makoto y gemela de Ren. Es de personalidad alegre como toda niña pequeña, pero tiene un carácter fuerte. Se lleva muy bien con Haruka, a quien se refiere como Haru-chan. 
Ren Tachibana (橘 蓮 Tachibana Ren?)
Voz por: Yuka Maruyama, Megan Vander Pluym (inglés)
Ren es el hermano menor de Makoto y gemelo de Ran. A diferencia de su hermana, Ren es tímido e inseguro. Se lleva muy bien con Haruka, a quien le dice Haru-chan. Al igual que su hermana, cuando sea grande quiere casarse con Makoto.

## Origen y producción
Free! originalmente comenzó como una novela ligera escrita por Kōji Ōji, la cual fue publicada el 8 de julio de 2013 por Kyoto Animation. Hiroko Utsumi, directora de la adaptación a serie de anime, ha dicho que cada personaje representa un aspecto diferente y totalmente opuesto del otro; Haruka representa lo retraído y reservado, Makoto la bondad y amabilidad, Rin la obsesión por alcanzar los objetivos personales, Nagisa lo pueril y Rei el miedo a probar nuevas cosas. También ha descrito a Haruka como alguien «con una imagen excéntrica, quien tiene problemas para interactuar con la gente en un nivel fundamental. Si él no está interesado en algo, no lo hace. Es muy antisocial, pero se emociona enormemente cuando se trata de agua; es un muchacho directo que tiene una fuerte obsesión por la libertad que el agua le da». A su vez, Utsumi ha descrito a Makoto como «el típico chico de escuela secundaria, fuerte, cotidiano y dulce, y puede llegar a ser un hermano mayor muy útil. Es amigo de la infancia de Haruka, así que no hay nada que este deteste de él. Por el contrario, sabe muy bien las cosas que le gustan de Haruka y es gracias a esto que sabe manejarlo muy bien. Y debido a que Haruka no es del tipo que habla mucho, Makoto siempre estará a su lado y hablará en su lugar».
El anime está situado en la ciudad ficticia de Iwatobi, la cual se basa en la ciudad japonesa de Iwami, Tottori. Iwami ha utilizado la popularidad de la serie para promover el turismo local. Algunos de los lugares que se muestran son la estación de Ōiwa, el puerto pesquero de Iwami, varias islas y playas dentro de la prefectura y numerosas locaciones de la ciudad.

## Media

### Novela ligera
La novela ligera High Speed! ((ハイ☆スピード! Hai Supīdo!?) fue escrita por Kōji Ōji, con ilustraciones de Futoshi Nishiya. Ōji calificó en el segundo concurso de los premios Kyoto Animation de 2011, en el cual ganó una mención honorífica en la categoría de mejor novela. La novela fue publicada por Kyoto Animation, el 8 de julio de 2013. Un segundo volumen fue lanzando el 2 de julio de 2014, el cual se centra en las vidas de Haru y Makoto en la preparatoria.

### Anime
Animation Do publicó un splash screen (imagen de presentación) de un nuevo proyecto en abril de 2012, el cual fue seguido por un comercial de televisión en marzo de 2013. El comercial adquirió rápidamente popularidad, especialmente en la plataforma de Tumblr. A pesar de ser solo un comercial de treinta segundos, surgió una amplia variedad de obras anónimas, incluyendo biografías hipotéticas, fanarts e historias de ficción por parte de aficionados, junto con peticiones en línea con el fin de dar llamada al estudio para que lo convirtiese en una verdadera serie.
El anime, de doce episodios, fue producido por el estudio Kyoto Animation con colaboración de Animación Do, dirigido por Hiroko Utsumi y escrito por Masahiro Yokotani. Cuenta con diseños de personajes de Futoshi Nishiya y música compuesta por Tatsuya Katō. Comenzó a transmitirse en Japón el 4 de julio de 2013 por Tokyo MX, siendo también transmitido en el sitio web Niconico de forma simultánea con Crunchyroll. La serie fue lanzada en seis volúmenes de compilación en BD y DVD entre el 11 de septiembre de 2013 y el 5 de febrero de 2014, con algunos episodios bonus. Una segunda temporada de trece episodios titulada Free! Eternal Summer, fue transmitida entre el 2 de julio y el 24 de septiembre de 2014. Funimation licenció la segunda temporada para su estreno en Norteamérica y su publicación en DVD; la compañía posteriormente intentó negociar con Crunchyroll, quien tenía los derechos de la primera temporada, para poder lanzar sus respectivos DVD. Sin embargo, Discotek Media lanzó la primera temporada en DVD en nombre de Crunchyroll subtitulada al inglés, pero señaló que un lanzamiento doblado al inglés podría ser publicado por Funimation. El doblaje en inglés de la primera temporada está disponible en Crunchyroll, con el elenco de voz en inglés repitiendo sus papeles. Crunchyroll volverá a lanzar la serie con el mismo elenco en formato Blu-ray y DVD.
Una película animada basada en el segundo volumen de la novela ligera, titulada High Speed! - Free! Starting Days, fue estrenada en los cines japoneses el 5 de diciembre de 2015. La película fue dirigida por Yasuhiro Takemoto y escrita por Maiko Nishioka. Yokotani trabajó en la composición de la historia, mientras Nishiya nuevamente fue el diseñador de personajes y director en jefe de animación.
En 2017, Kyoto Animation anunció el lanzamiento de una trilogía de películas. Las dos primeras partes, Free! -Timeless Medley- Kizuna y Free! -Timeless Medley- Yakusoku, se componen de compilaciones de ambas temporadas del anime, junto con material adicional. Kizuna se enfoca en los cinco miembros principales de Iwatobi, mientras que Yakusoku se enfoca en Rin y Sosuke de Samezuka. Las películas fueron estrenadas el 22 de abril y el 1 de julio de 2017, respectivamente. El tercer y último filme, Free! - Take Your Marks, se compone de una nueva historia que tiene lugar durante la primavera, mientras Haruka debe lidiar con su graduación de la escuela secundaria y su futuro junto a sus amigos. Take Your Marks fue estrenada el 28 de octubre de 2017. Las tres películas fueron dirigidas por Eisaku Kawanami y gran parte del personal del anime y High Speed! regresaron para las películas compiladas, incluyendo al compositor de la serie Masahiro Yokotani, el diseñador de personajes Futoshi Nishiya y el compositor Tatsuya Katō.
En octubre de 2017 se anunció el lanzamiento de una tercera temporada, la cual se estrenó el 11 de julio de 2018 bajo el nombre de Free! - Dive to the Future.
A mediados de 2018, Crunchyroll anunció que la serie había recibido un doblaje en español latino, la cual se estrenó el 1 de agosto.

### Música
El tema de apertura es Rage On por la banda Oldcodex, mientras que el tema de cierre es Splash Free por Style Five (grupo conformado por los actores de voz de Haruka, Makoto, Nagisa, Rei y Rin; Nobunaga Shimazaki, Tatsuhisa Suzuki, Mamoru Miyano, Tsubasa Yonaga y Daisuke Hirakawa). El tema de cierre del episodio doce es Ever Blue, también por Style Five. El sencillo Rage On fue lanzado el 17 de julio de 2013, vendiendo más de 24,281 copias. El tema de apertura de la segunda temporada es Dried Up Youthful Fame de Oldcodex y el de cierre es Future Fish de Style Five. El tema de cierre del episodio trece es Clear Blue Departure por Nobunaga Shimazaki, Tatsuhisa Suzuki, Tsubasa Yonaga, Daisuke Hirakawa, Mamoru Miyano, Yoshimasa Hosoya, Kōki Miyata y Kenichi Suzumura.
Cinco canciones individuales fueron interpretadas por los actores de voz de cada personaje. Los sencillos de Haruka Nanase (Shimazaki) y Makoto Tachibana (Suzuki) fueron lanzados el 7 de agosto de 2013. El sencillo de Makoto vendió más de 23,487 copias, mientras que el Haruka 20,371 copias. Los sencillos de Rin Matsuoka (Miyano), Nagisa Hazuki (Yonaga) y Rei Ryūgazaki (Hirakawa) fueron lanzados el 4 de septiembre de 2013. El sencillo de Rin vendió más de 18,698 copias, mientras que los de Nagisa y Rei vendieron 15,021 y 14,283 copias, respectivamente.

### Programa de radio y CDs drama
Un programa de radio en Internet para promover el anime llamado Canal Iwatobi (イワトビ ちゃんねる) comenzó a transmitirse el 17 de junio de 2013. El show fue transmitido en línea todos los lunes y fue producido por las estaciones Lantis Web Radio y Onsen. El show fue conducido por Nobunaga Shimazaki y Tatsuhisa Suzuki, las voces de Haruka Nanase y Makoto Tachibana en el anime, respectivamente. Él primer volumen recopilatorio en CD fue lanzado el 21 de agosto de 2013.
El primer volumen de una serie de CDs drama titulada Iwatobi High School Swimming Club Activity Journal (岩鳶高校水泳部　活動日誌 Iwatobi Kōkō Suiei-bu Katsudō Nisshi) salió a la venta el 21 de agosto de 2013.